# Anarho-sindikalizem
Anarho-sindikalizem (omenjen tudi kot revolucionarni sindikalizem) je teorija o anarhizmu, ki vidi sindikalizem kot metodo za delavski razred v kapitalistični družbi, da pridobi nadzor nad ekonomijo in s tem nadzorom vpliva na širšo družbo. Sindikalisti smatrajo svoje ekonomske teorije kot strategijo za omogočanje delavske samozadostnosti in kot alternativni solidarni ekonomski sistem z demokratičnimi vrednotami in proizvodnjo osredotočeno na zadovoljevanje človekovih potreb. 
Anarho-sindikalisti menijo, da je organiziranje na najosnovnejši družbeni ravni potencialna sila za revolucionarne socialne spremembe, združujoča splošne zaščite pravic z dolgoročnimi strategijami ustvarjanja razrednega zavedanja in predpogojev, preden sta kapitalizem in država lahko zamenjana z novo demokratično avtonomno družbo.
Osnovna načela anarho-sindikalizma so solidarnost, direktna akcija (akcija izvedena brez intervencije tretjih skupin kot so politiki, birokrati in arbitri) in direktna demokracija ali delavska samouprava. Končni cilj anarho-sindikalizma je odprava plačnega sistema, ki se obravnava kot plačno suženjstvo. Anarho-sindikalistična teorija se torej praviloma osredotoča na delavsko gibanje, obstajala pa so tudi gibanja za razširitev anarho-sindikalizma v smeri sindikalne intersekcionalnosti.
Anarho-sindikalisti vidijo državo kot institucijo, ki korenito zatira delavski razred. James Madison je bil mnenja, da je primarna funkcija vlade "zaščititi manjšino bogatih pred večino ljudstva". Anarho-sindikalisti so mnenja, da je primarni namen države ščititi privatno lastnino in torej s tem ekonomski, socialni in politični privilegij elite, posledično pa večini zemljanom vzame možnost materialne samozadostnosti in posledično družbene avtonomije. Zakaj anarho-sindikalisti nasprotujejo sodelovanju v državni politiki? V nasprotju z drugimi političnimi teorijami, predvsem z Marksizmom–Leninizmom, anarho-sindikalisti zanikajo možnost obstoja "delavske države" ali države, ki deluje v interesu delavskega razreda. Trdijo, da država nima namena večanja vpliva delavskega razreda in neizogibno deluje v lastno korist ali korist obstoječe elite na račun delavskega razreda. Primarna inspiracija anarho-sindikalizma se odseva v anarhistični filozofiji, da moč človeka pokvari.